# آموزش پزشکی در ایران

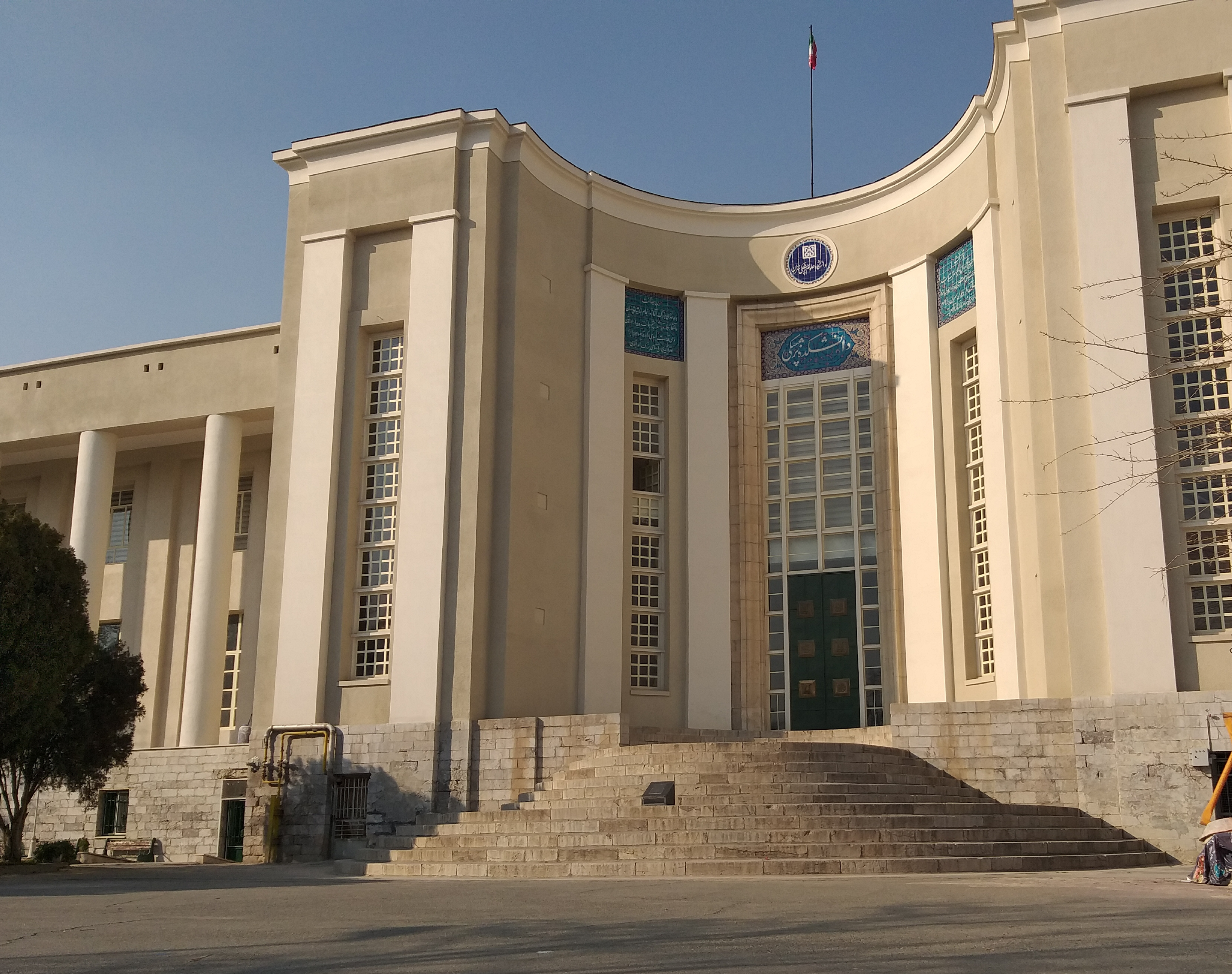
دانشکده پزشکی دانشگاه علوم پزشکی تهران، از مهم‌ترین و بزرگترین دانشکده‌های پزشکی ایران

آموزش پزشکی در ایران با دیگر کشورهای جهان متفاوت است و در ایران به جز رشته دامپزشکی که در زیرمجموعه وزارت علوم کشور قرار دارد؛ باقی رشته‌های پزشکی زیر نظر وزارت بهداشت و درمان قرار دارند. آموزش پزشکی در ایران به صورت یک دوره تحصیلی ۷ ساله می‌باشد که دو سال و نیم اول آن به آموزش علوم پایه اختصاص دارد و سال های باقی مانده به آموزش بالینی اختصاص یافته است . دانشجویان پزشکی در ایران از دوره بالینی در بیمارستان حاضر می‌شوند و در دوره اکسترنی (استاژری) به طور کامل در فضای بیمارستان آموزش میبینند . دوره آموزش بالینی در ایران به ترتیب شامل   مقطع فیزیوپاتولوژی ، استاژری (اکسترنی) و اینترنی میباشد که پس از اتمام این دوره و فارغ التحصیلی به دانشجویان پزشکی مدرک پزشکی عمومی اعطا می شود .

## تاریخچه
سابقهٔ آموزش پزشکی در ایران به زمان تأسیس دارالفنون در سال ۱۲۳۰ خورشیدی بازمی‌گردد. رشتهٔ پزشکی یکی از رشته‌های اولیه این مؤسسه بود. تشکیلات مدرسه طب در سال ۱۲۹۷ از دارالفنون جدا شد. در همین دوره، بخصوص از سال ۱۳۰۷، آموزش پزشکی نظم و قوام بیشتری پیدا کرد و به دوره‌های آموزش علوم پایه و بالینی تقسیم شد. این مدرسه در نهایت در سال ۱۳۱۳ با تأسیس دانشکده پزشکی دانشگاه تهران در آن ادغام شد. دانشکده‌های پزشکی شیراز، اصفهان و تبریز در سال ۱۳۲۵ و سه سال بعد؛ در سال ۱۳۲۸ نیز دانشکده پزشکی مشهد شروع به کار کرد. دانشکده‌های علوم پزشکی ملی (شهید بهشتی فعلی)، اهواز، ارتش، شاهنشاهی (ایران فعلی)، کرمانشاه، ساری، همدان، ارومیه، کرمان، جهرم و فسا تا پیش از وقوع انقلاب اسلامی تأسیس شدند.

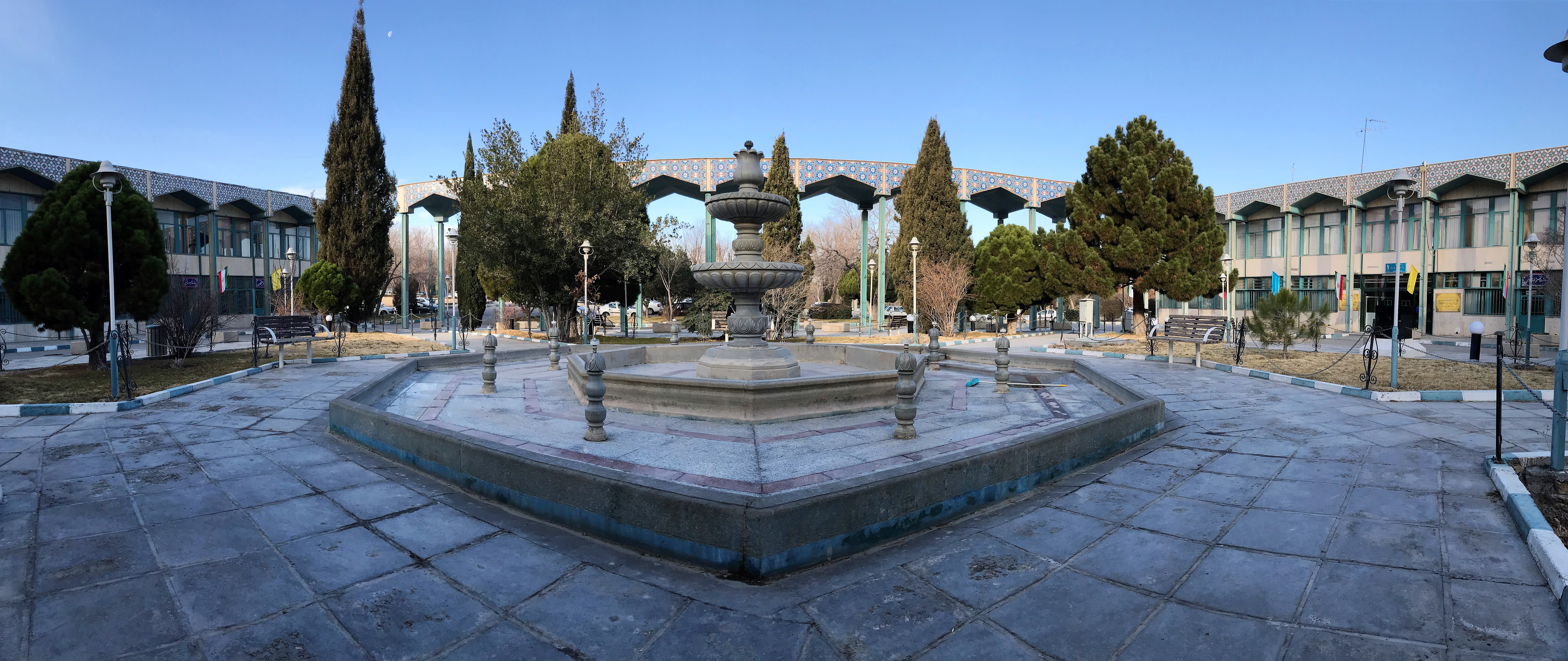
دانشکده پزشکی اصفهان

### بعد از انقلاب
پیرو انقلاب اسلامی ایران و تغییر در بافت وزارتخانه‌ها، در سال ۱۳۶۵ تشکیلات آموزش رشته‌های علوم پزشکی از وزارت علوم و آموزش عالی منفک شد و با وزارت بهداری تواماً تحت عنوان وزارت بهداشت، درمان و آموزش پزشکی به کار خود ادامه داد و دانشگاه‌های جامع کشور نیز نیز به تبع آن به تدریج به دو مؤسسه مستقل انشقاق یافتند که هر یک با مدیریت جداگانه اداره می‌گردد. فرایند تاسیس دانشکده‌های علوم پزشکی نیز که با وقوع انقلاب اسلامی متوقف شده بود، در سال ۱۳۶۱ با تأسیس دانشکده‌های علوم پزشکی در شاهرود و رفسنجان از سر گرفته شد و عمدهٔ دانشکده‌های علوم پزشکی کشور از همان سال تا پایان دههٔ ۱۳۶۰ تأسیس شدند.

### دانشگاه آزاد
دانشگاه آزاد اسلامی نیز در برخی واحدهای خود به آموزش دانشجویان رشته‌های علوم پزشکی می‌پردازد ولی برخلاف دانشگاه‌ها و دانشکده‌های علوم پزشکی نقش چندانی در ارائه خدمات بهداشتی درمانی ندارد. حدود ۴۰٪ دانشجویان رشته‌های علوم پزشکی و ۱٪ بیمارستان‌های کشور تحت نظر این دانشگاه هستند.

## انتقاد به نظارت وزارت بهداشت
عده‌ای معتقدند سپردن مسئولیت آموزش دانشجویان رشته‌های پزشکی به وزارتخانه بهداشت در ایران خطای تاریخی بوده‌است. چراکه هر کجا که کارفرما، پیمانکار، بهره‌بردار و ناظر یکی باشد، فساد و رانت در آنجا به وجود می‌آید. این گروه معتقدند رشته پزشکی و دیگر رشته‌های مرتبط در این حوزه را، باید همچون تجربه دیگر کشورهای جهان، وزارت علوم آموزش دهد و پس از آنکه دکتر و پرستار و غیره تربیت شد، وزارت بهداشت می‌تواند آن‌ها را جذب کند.
در حال حاضر، آموزش‌دهنده، آموزش‌گیرنده، جذب، به‌کارگیری، تعیین حقوق و … همگی در دست وزارت بهداشت و درمان ایران است که به عقیدهٔ برخی صاحب‌نظران این انحصار شبهات زیادی در این زمینه به وجود آورده‌است.